# カルロス・リバローラ
カルロス・リバローラ（西: Carlos Rivarola、1952年 - )は、アルゼンチン・タンゴのダンサー、振付家。

## 略歴
1983年、パリで初演された伝説のタンゴショー「タンゴアルヘンティーノ」のオリジナルキャストを務めた 。
映画「Tango Bar」、「ネイキッド・タンゴ」などにも出演し、演出も手がける。主演ダンサーを務めたカルロス・サウラ監督映画「Tango」はアカデミー賞にノミネートされ、1999年にAmerican Choreography Awards（振付賞）受賞した。
1990年よりアルゼンチン国立舞踏の振付師、教師を務め、世界の主要都市でタンゴの講師、講演活動を行う。1986年に初来日。日本においても多くのプロダンサーが師事する。

## 作品

### 映画
- Tango タンゴ (1998, カルロス・サウラ)[3] [4]